# Mournans-Charbonny
Mournans-Charbonny è un comune francese di 86 abitanti situato nel dipartimento del Giura nella regione della Borgogna-Franca Contea.

## Società

### Evoluzione demografica
Abitanti censiti